# Rosas, Mexiko
Rosas är en ort i Mexiko.   Den ligger i kommunen Tlahualilo och delstaten Durango, i den centrala delen av landet, 900 km nordväst om huvudstaden Mexico City. Rosas ligger 1 093 meter över havet och antalet invånare är 408.
Terrängen runt Rosas är platt åt sydost, men åt nordväst är den kuperad. Runt Rosas är det glesbefolkat, med 9 invånare per kvadratkilometer. Närmaste större samhälle är Tlahualilo de Zaragoza, 4,7 km söder om Rosas. Omgivningarna runt Rosas är i huvudsak ett öppet busklandskap.